# Vilar de Pinheiro
Vilar de Pinheiro es una freguesia portuguesa del municipio de Vila do Conde, en el distrito de Oporto, con 3,78 km² de superficie y 2537 habitantes (2011). Su densidad de población es de 671,2 hab/km².
La freguesia, antaño señorío de los conventos de Moreira y de Vairão, se sitúa en el extremo sur del municipio de Vila do Conde, a 11,6 km de su capital, limitando ya con el de Maia, al que perteneció hasta 1870. Parece comprobado que inicialmente su nombre fue Vilar de Porcos.